# Wissenschaftsjahr 1501
Liste der Wissenschaftsjahre

1500 | Wissenschaftsjahr 1501 | 1502 | 1503 | 1504 | 1505 | ► | ►►

Weitere Ereignisse
Dieser Artikel behandelt das Wissenschaftsjahr 1501.

## Ereignisse

### Naturwissenschaften

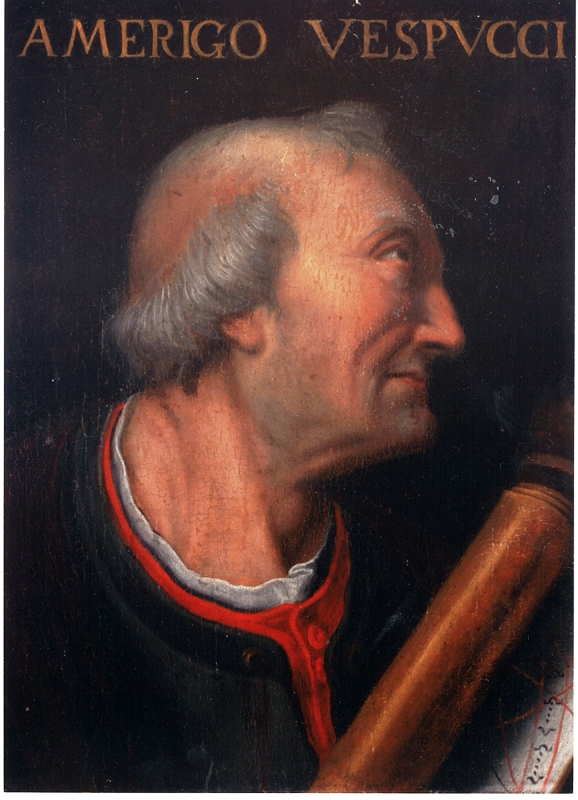
Amerigo Vespucci

#### Astronomie
- Nilakantha Somayaji schließt seine astronomische Abhandlung Tantrasamgraha ab, geschrieben in 432 Sanskrit-Versen in acht Kapiteln.
- Amerigo Vespucci kartiert die beiden Sterne Alpha Centauri und Beta Centauri sowie die Sterne des Sternbilds Crux, die in Europa unter dem Horizont liegen.

#### Geowissenschaften

##### Geografie / Entdeckungen
- 25. März: Der portugiesische Seefahrer João da Nova entdeckt wahrscheinlich die Insel Ascension.
- 01. November: Amerigo Vespucci entdeckt und benennt an Allerheiligen die Baía de Todos os Santos in Brasilien.[1]
- Gaspar Corte-Real ist der erste westeuropäischen Entdecker, der in diesem Jahrtausend in Nordamerika landet.[2]
- Rodrigo de Bastidas erkundet als erster Europäer den Isthmus von Panama.[2]

### Ingenieurwissenschaften

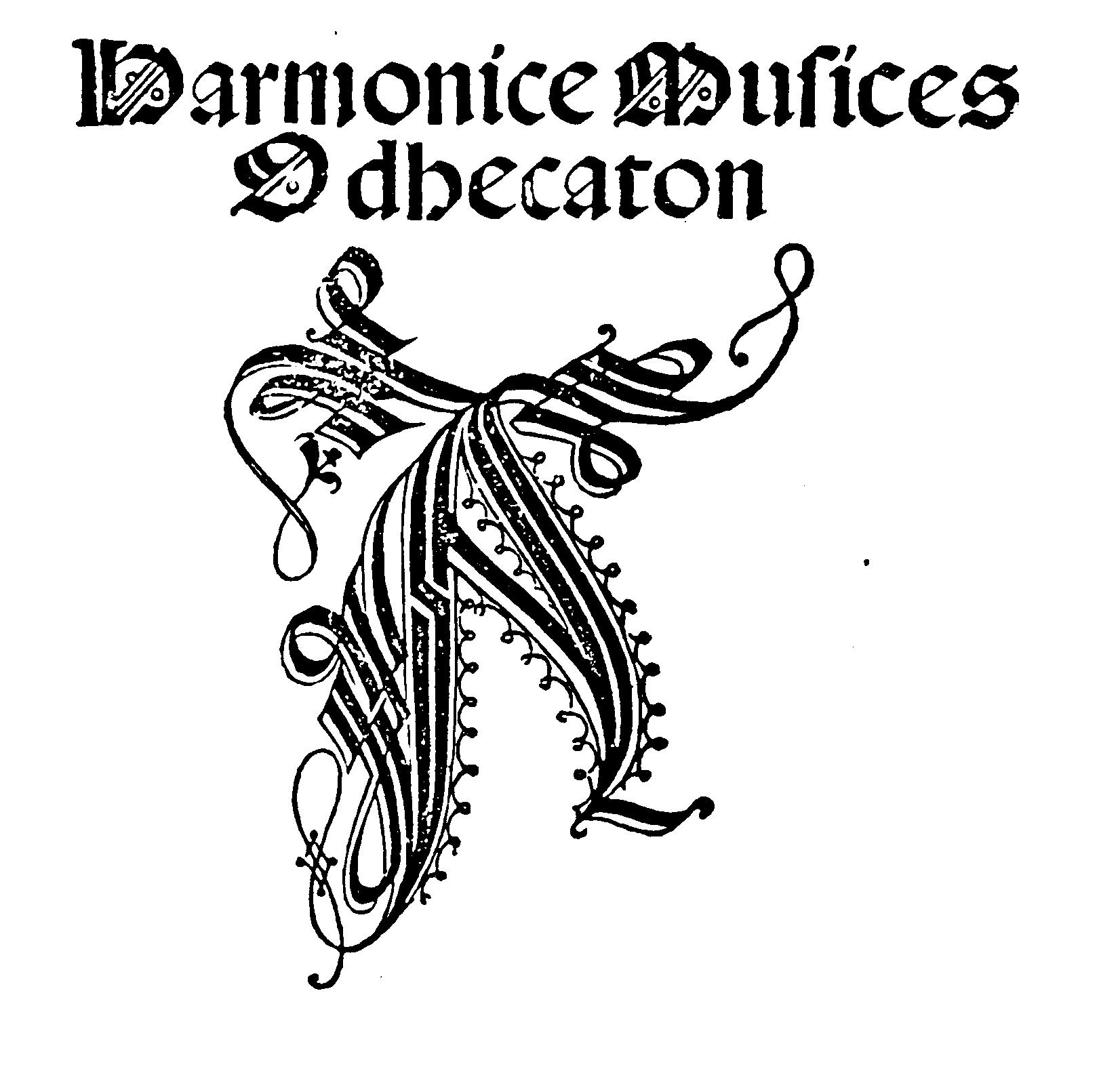
Frontispiz der Harmonice Musices, 1501

#### Drucktechnik
- In der Druckerei des Aldus Manutius wird für eine Ausgabe der Werke Vergils erstmals Kursivschrift verwendet. Sowohl Manutius als auch sein Schriftschneider Francesco Griffo reklamieren die Erfindung später für sich.
- Buchdruck in Venedig: Ottaviano dei Petrucci erfindet den Notendruck mit beweglichen Lettern. Um 1501 veröffentlicht er unter dem Titel Harmonice Musices Odhecaton seinen ersten Notendruck, Partituren von Canzonen bekannter Komponisten im mehrstimmigen Satz.

### Biowissenschaften

#### Medizin
- Bis 1587 breitet sich in Europa eine Pandemie aus, die Fieber, Kopfschmerzen, Schweißausbrüche und eine schwarze Zunge verursacht. Zunächst wird sie als Morbus Hungaricus (ungarische Krankheit) bezeichnet, später als Typhus-Ausbruch angesehen.[3]

### Geisteswissenschaften

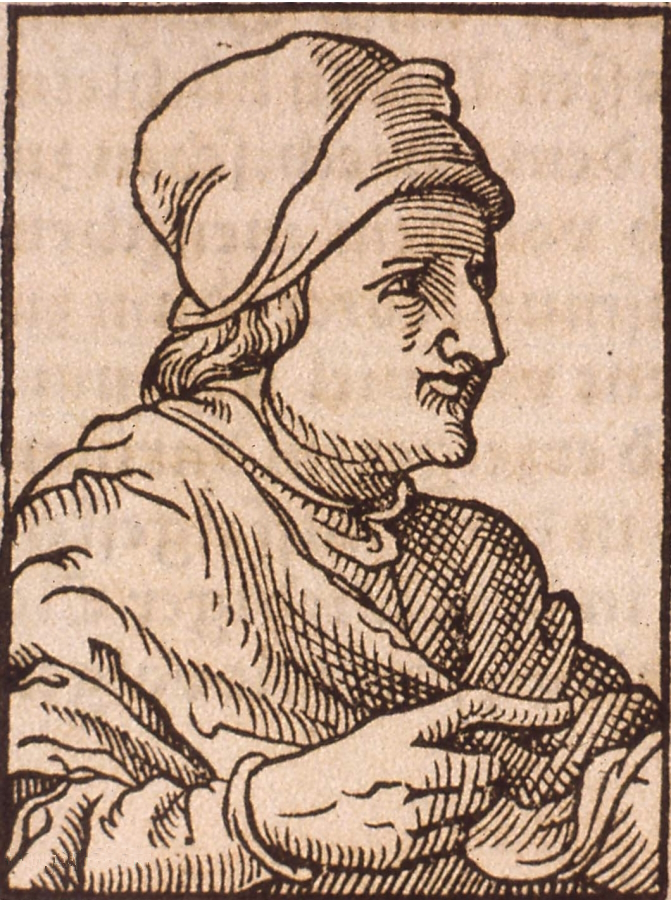
Jakob Wimpfeling

#### Geschichtswissenschaften
- Jakob Wimpfeling verfasst das Geschichtswerk Germania.

## Gründungen
- Das Collegium poetarum et mathematicorum, eine Studiengemeinschaft zur Förderung humanistischer Bildung, wird vom römisch-deutschen König Maximilian I. auf Initiative des Dichters Konrad Celtis an der Universität Wien als Alternative zum Studium an der traditionellen Artistenfakultät gegründet. Es hat vier Lehrstühle: Für Poetik, Rhetorik sowie zwei für mathematisch-naturwissenschaftliche Fachgebiete.

## Geboren

### Geburtsdatum gesichert

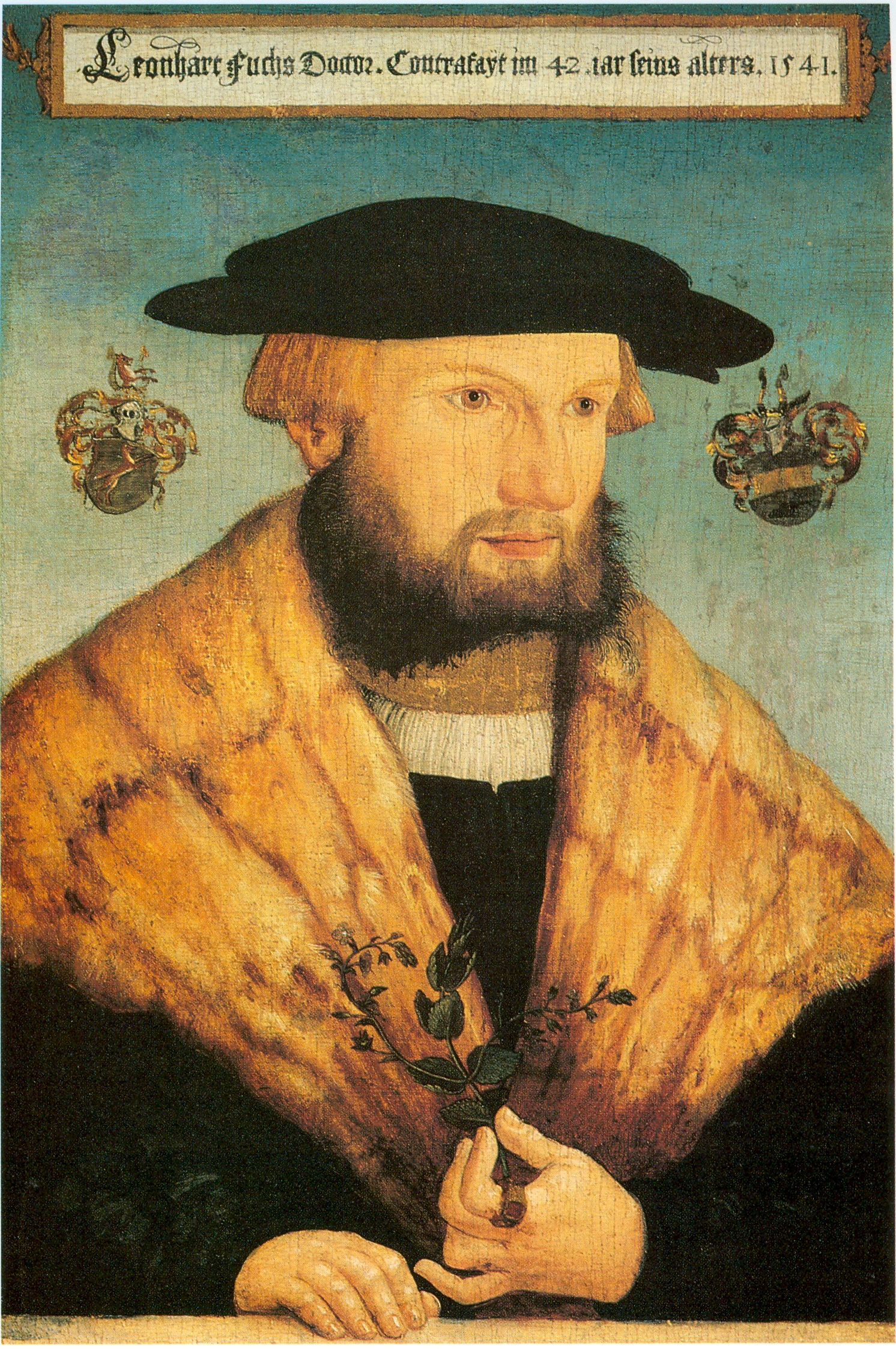
Leonhart Fuchs; * 17. Januar

- 17. Januar: Leonhart Fuchs, deutscher pflanzenkundiger Mediziner († 1566)
- 24. Januar: Jakob Milich, deutscher Mathematiker und Mediziner († 1559)
- 02. Februar: Theodor Fabricius, deutscher Theologe, Hochschullehrer und Reformator († 1570)

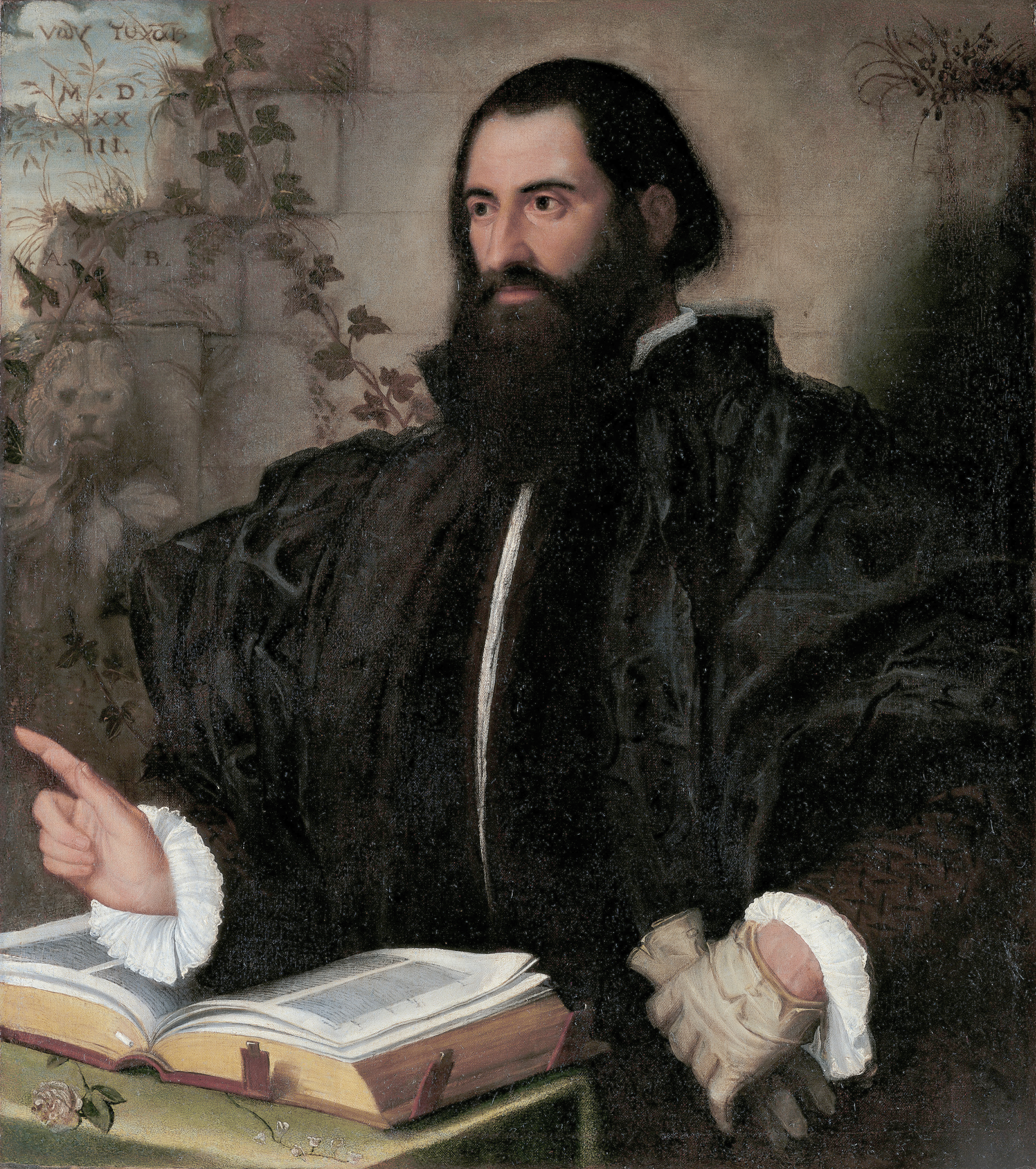
Pietro Andrea Mattioli; * 23. März

- 23. März: Pietro Andrea Mattioli, italienischer Arzt und Botaniker († 1578)
- 01. August: Johann Glandorp, deutscher Humanist, Pädagoge, Dichter, evangelischer Theologe und Reformator († 1564)
- 01. August: Veit Winsheim, deutscher Rhetoriker, Philologe, Mediziner und Gräzist († 1570)
- 06. August: Hieronymus Frobenius, Schweizer Buchdrucker und Verleger († 1563)

- 24. September: Gerolamo Cardano, italienischer Arzt und Mathematiker († 1576)

### Genaues Geburtsdatum unbekannt
- Jo Sik, koreanischer Philosoph und Schriftsteller († 1572)
- Matthäus Ratzenberger, deutscher Arzt und Reformator († 1559)
- Francesco Stancaro, italienischer Humanist, Mediziner, Hebraist, unitarischer Theologe und Reformator († 1574)
- Yi Hwang, koreanischer Philosoph und Schriftsteller († 1570)

### Geboren um 1501
- Garcia de Orta, portugiesischer Pionier der Botanik und Pharmazie († 1568)

## Gestorben

### Todesdatum gesichert
- 03. Januar: Mir ʿAli Schir Nawāʾi, zentralasiatischer Politiker, Bauherr, Mystiker und Dichter am Hofe der Timuriden (* 1441)
- 28. März: Martin Prenninger, genannt Martin Uranius, deutscher Humanist und Rechtsgelehrter (* um 1450)
- 10. August: Heinrich Quentell, Kölner Buchdrucker

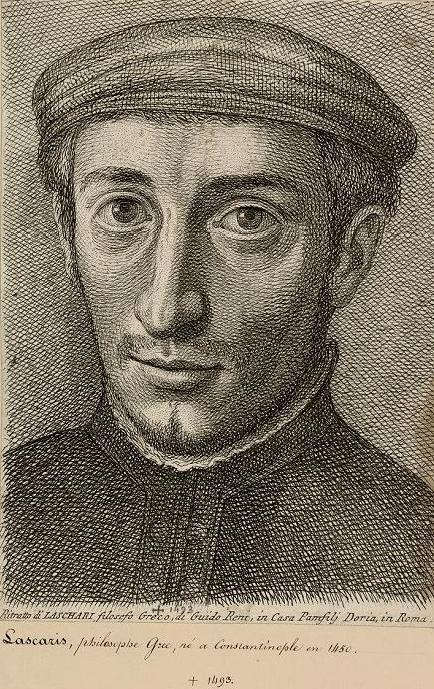
Konstantinos Laskaris; † 15. August

- 15. August: Konstantinos Laskaris, byzantinischer Gelehrter, klassischer Philologe und Humanist (* 1434)

### Genaues Todesdatum unbekannt
- Gaspar Corte-Real, portugiesischer Seefahrer, Entdecker und jüngster Sohn von João Vaz Corte-Real (* um 1450)
- Peter von Koblenz, deutscher Baumeister und Steinmetz (* um 1440)